# Мельниковська сільська рада
Ме́льниковська сільська рада (рос. Мельниковский сельский совет) — сільське поселення у складі Новичихинського району Алтайського краю Росії.
Адміністративний центр — село Мельниково.

## Населення
Населення — 958 осіб (2019; 1073 в 2010, 1327 у 2002).

## Склад
До складу сільської ради входять:
| Населений пункт        | Населення, осіб (2002) | Населення, осіб (2010) |
| ---------------------- | ---------------------- | ---------------------- |
| Весела Дубрава, селище | 158                    | 133                    |
| Мельниково, село       | 1169                   | 940                    |